# 蜂子皇子
蜂子皇子（はちのこのおうじ、波知乃子王、562年? - 舒明天皇13年10月20日（641年11月28日）?）は、飛鳥時代の皇族。崇峻天皇の第三皇子。一般的には「はちこ」と読まれているが正しくは「はちのこ」である。

## 伝説
欽明天皇23年（562年）に崇峻天皇の第三皇子として誕生したと伝わる。崇峻天皇5年（592年）11月3日に、蜂子皇子の父である崇峻天皇が蘇我馬子により暗殺されたため、馬子から逃れるべく蜂子皇子は聖徳太子によって匿われ宮中を脱出して丹後国由良（現在の京都府宮津市由良）から海を船で北へと向った。そして、現在の山形県鶴岡市由良にたどり着いた時、八乙女浦にある舞台岩と呼ばれる岩の上で、八人の乙女が笛の音に合わせて神楽を舞っているのを見て、皇子はその美しさにひかれて、近くの海岸に上陸した。八乙女浦という地名は、その時の八人の乙女に由来する。蜂子皇子はこの後、海岸から三本足の烏（ヤタガラスか？）に導かれて、羽黒山に登り羽黒権現を感得し、出羽三山を開いたと言われている。
羽黒では、人々の面倒をよく見て、人々の多くの苦悩を取り除いた事から、能除仙（のうじょせん）や能除大師、能除太子（のうじょたいし）などと呼ばれる様になった。現在に残されている肖像画では怪異な容貌に描かれたものが多いが、多くの人の悩みを聞いた結果そのような顔になったとも言われている。出羽三山神社にある皇子の墓（東北地方で唯一の皇族の墓）は、戦前までは宮内庁で管理されていたが、現在は出羽三山神社に委託されている。

## 系譜
- 父：崇峻天皇
- 母：大伴小手子姫（大伴糠手の娘）
- 姉妹：錦代皇女

## 経歴
- 592年 - 父崇峻天皇が蘇我馬子に暗殺される。聖徳太子によって匿われ、法名を弘海として出家する。
- 593年（推古元年）- 由良の八乙女浦の海岸にたどり着き、羽黒山を開山。3年間崖下の岩窟で修行。羽黒修験の元になったと言われる。引き続き、月山も開山した。
- 605年（推古13年）- 湯殿山に湯殿山神社を建てる。
- 641年（舒明13年）- 羽黒で死去（享年80）。享年は91とする説もある。